# Framework Class Library
Framework Class Library (FCL) je Microsoftova implementacija standardnih knjižnic v ogrodju .NET. FCL je zbirka osnovnih ponovno uporabnih razredov, vmesnikov in vrednostnih tipov. Base Class Library (BCL) je jedro FCL, ki vsebuje najbolj osnovno funkcionalnost, kar vključuje predvsem razrede v osnovnih imenskih prostorih System, System.CodeDom, System.Collections, System.Diagnostics, System.Globalization, System.IO in podobno.